# Cratere Väisälä

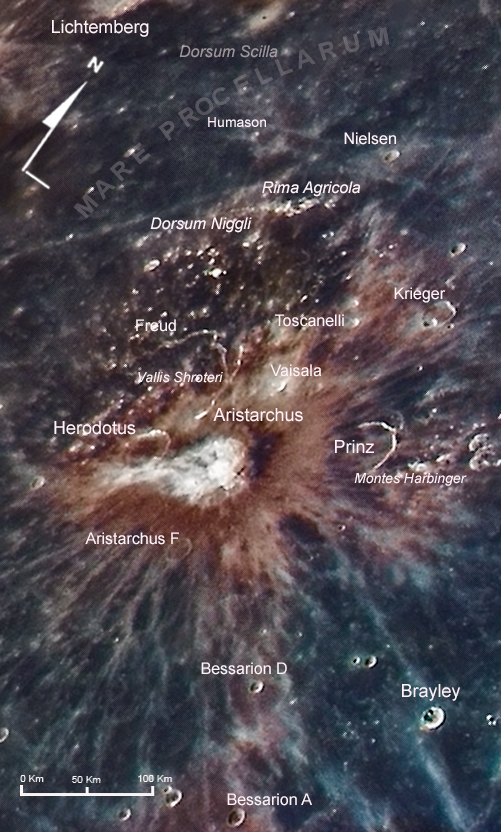
La regione del cratere con mineral postprocessing (VDVF) in acquisizione diurna

Väisälä è un piccolo cratere lunare intitolato all'astronomo ed esperantista finlandese Yrjö Väisälä. È situato all'interno dell'Oceano delle Tempeste, in una regione sopraelevata dove sono presenti anche i crateri Aristarco, più brillante, a sud-sudest, ed Erodoto, in direzione sud-sudovest. Väisälä sorge poco a ovest della linea di faglia delle Rupes Toscanelli, e della regione corrugata nota come Rimae Aristarchus. In direzione sudovest si trova la Vallis Schröteri.
Di forma circolare, il cratere ha un'albedo più elevata rispetto al terreno circostante, piuttosto scuro. Fu originariamente battezzato Aristarco A, prima di ricevere, nel 1973, il suo attuale nome, da parte dell'Unione Astronomica Internazionale.